# Іванове (село)
Іванове (до 1801 — Аджелик, до 1920 — Малий Буялик, у 1920—2016 — Свердло́ве) — село Красносільської сільської громади в Одеському районі Одеської області, Україна. Населення становить 1560 осіб.

## Історія

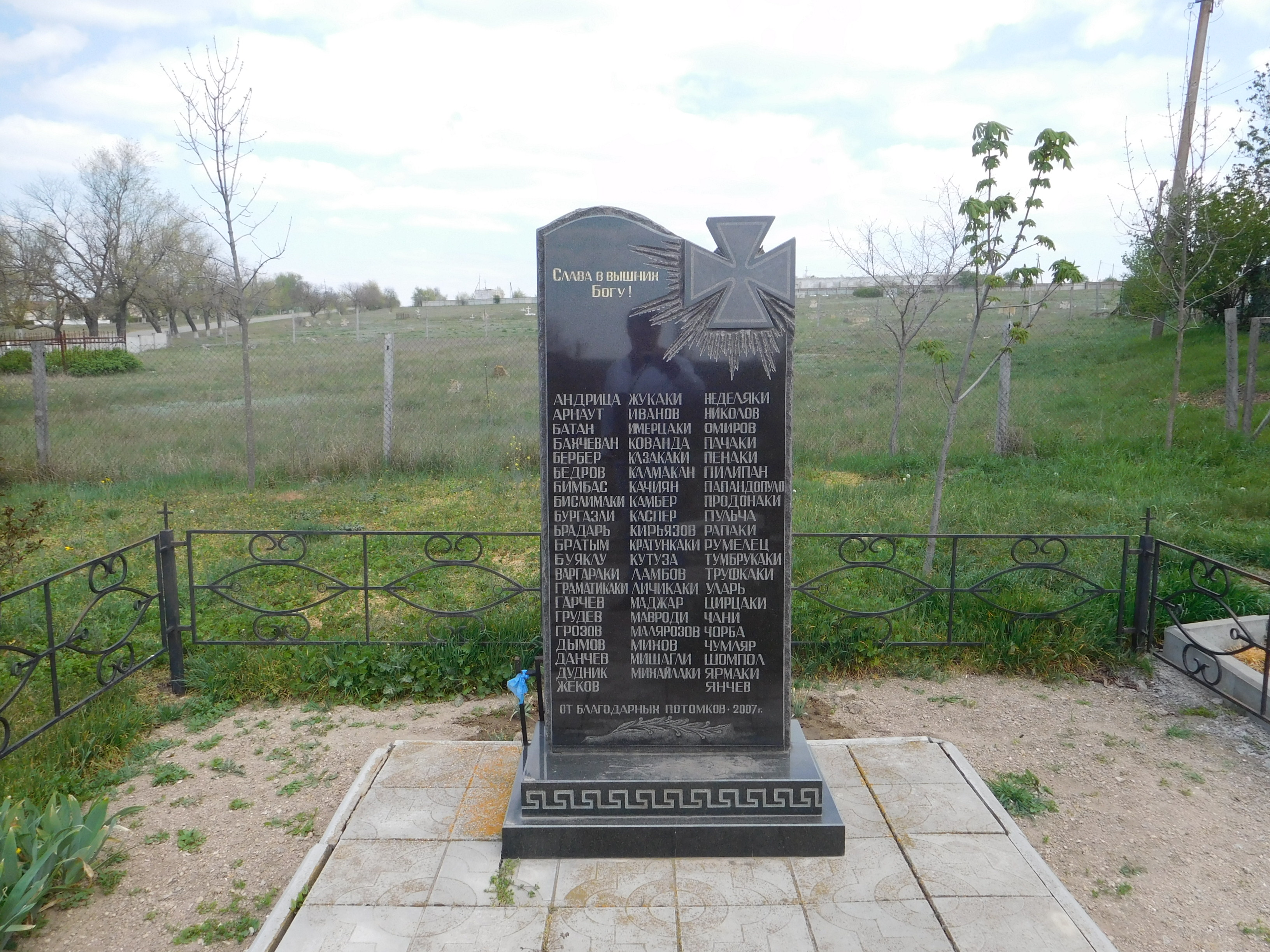
Меморіальний камінь біля Грецького цвинтаря із іменами похованих засновників села

Станом на 1886 у грецькій колонії Мало-Буялик, центрі Мало-Буялицької волості Одеського повіту Херсонської губернії, мешкало 1937 осіб, налічувалось 222 дворових господарства, існували православна церква, школа, поштова станція, 5 лавок.
Під час організованого радянською владою Голодомору 1932—1933 років померло щонайменше 54 жителі села.

## Населення
Згідно з переписом УРСР 1989 року чисельність наявного населення села становила 1769 осіб, з яких 808 чоловіків та 961 жінка.
За переписом населення України 2001 року в селі мешкало 1560 осіб.

### Мова
Розподіл населення за рідною мовою за даними перепису 2001 року:
| Мова       | Відсоток |
| ---------- | -------- |
| російська  | 48,21 %  |
| українська | 43,33 %  |
| болгарська | 3,65 %   |
| грецька    | 2,88 %   |
| молдовська | 0,64 %   |
| білоруська | 0,45 %   |
| вірменська | 0,26 %   |
| гагаузька  | 0,13 %   |
| румунська  | 0,13 %   |
| німецька   | 0,06 %   |
| інші       | 0,26 %   |

## Відомі люди
- Ніковський Андрій Васильович — член Української Центральної Ради.
- Перелік населених пунктів, що постраждали від Голодомору 1932—1933 (Одеська   область)